# Байдашево
Байда́шево — посёлок в Карабашском городском округе Челябинской области России.

## География
Расположен на берегу реки Миасс. Расстояние до центра городского округа Карабаша 10 км.

## Население
| 2002 | 2010 |
| ---- | ---- |
| 18   | ↗21  |

По данным Всероссийской переписи, в 2010 году численность населения посёлка составляла 21 человек (10 мужчин и 11 женщин).

## Улицы
В настоящее время в посёлке отсутствуют улицы.